# Sophie Kreiner
Sophie Kreiner (* 1. Mai 2004) ist eine österreichische Leichtathletin, die sich auf den Siebenkampf spezialisiert hat.

## Sportliche Laufbahn
Erste Erfahrungen bei internationalen Meisterschaften sammelte Sophie Kreiner im Jahr 2021, als sie bei den U20-Europameisterschaften in Tallinn den Wettkampf nicht beenden konnte. Anschließend startete sie bei den U20-Weltmeisterschaften in Nairobi und belegte dort mit 5652 Punkten den vierten Platz im Siebenkampf. Im Jahr darauf wurde sie bei den U20-Weltmeisterschaften in Cali mit 5227 Punkten 15. und 2023 gewann sie bei den U20-Europameisterschaften in Jerusalem mit 5698 Punkten die Bronzemedaille.
2021 wurde Kreiner österreichische Meisterin im Hochsprung im Freien sowie 2023 in der Halle.

## Persönliche Bestleistungen
- Hochsprung: 1,80 m, 27. Juni 2021 in Graz
  - Hochsprung (Halle): 1,74 m, 21. Februar 2021 in Linz
- Siebenkampf: 5698 Punkte, 8. August 2023 in Jerusalem